# WASP-174b
WASP-174b – planeta pozasłoneczna typu gorący Jowisz okrążająca karłowatą gwiazdę WASP-174.
Jest ona żartobliwie zwana przez astronomów „spuchniętą”. Znajduje się 1325 lat świetlnych od Ziemi.

## Porównanie z Jowiszem
Jowisz jest największą planetą Układu Słonecznego, ale wielkością nie dorównuje WASP-174b. Jowisz jest masywniejszy oraz bardziej gęsty, jego gęstość wynosi 1,33 g/cm³. Satelitów naturalnych przy WASP-174b nie wykryto, a może nawet ta egzoplaneta ich nie posiada. Jowisz jest chłodniejszy, ponieważ jest położony 95 razy dalej od macierzystej gwiazdy niż WASP-174b. Rok na Jowiszu trwa 11 lat, a na planecie WASP-174b trwa on 4,23 ziemskiego dnia, czyli po przeliczeniu na godziny i minuty 101 godzin i 30 minut.

## Badania
Planeta pozasłoneczna WASP-174b została odkryta w 2018 roku w czasie tranzytu. Dotąd naukowcy odkryli podstawowe dane tj. masa, promień, okres orbitalny. NASA wysłała w 2018 roku teleskop TESS. Latem świętował on rok od rozpoczęcia misji i okazało się, że w tym czasie udało się z jego wykorzystaniem znaleźć całkiem sporo nowych planet. Naukowcy przymierzają się również do określenia składu atmosfery.